# Montemignaio
Montemignaio – miejscowość i gmina we Włoszech, w regionie Toskania, w prowincji Arezzo.
Według danych na styczeń 2009 gminę zamieszkiwało 620 osób przy gęstości zaludnienia 23,8 os./1 km².